# Namakwanus davisi
Namakwanus davisi là một loài bọ cánh cứng trong họ Bọ hung (Scarabaeidae).